# Fortoul
Fortoul är en ort i Colombia.   Den ligger i departementet Arauca, i den centrala delen av landet, 400 km nordost om huvudstaden Bogotá. Fortoul ligger 238 meter över havet och antalet invånare är 4 607.
Terrängen runt Fortoul är platt. Runt Fortoul är det glesbefolkat, med 13 invånare per kvadratkilometer. Det finns inga andra samhällen i närheten. Omgivningarna runt Fortoul är huvudsakligen savann.